# Doctor Juan León Mallorquín (Paraguay)
Doctor Juan León Mallorquín es un municipio y ciudad paraguaya situada al oeste del departamento de Alto Paraná. Se encuentra ubicado a 66 km de Ciudad del Este y a 262 km de Asunción. Su inicio se remonta hasta 1958, cuando surge la pequeña localidad conocida como Ka'arendy; en 1967 la comunidad fue elevada a categoría de distrito. La principal actividad económica de la zona es la agricultura.

## Toponimia
El Municipio de Juan León Mallorquín, nació en la región originalmente llamada Ka’arendy por los montes de yerba natural que existía en todo el Alto Paraná. Ka’a es la Yerba, y ka’aguy es el monte o selva. En guaraní rendy significa: que arde, luminoso y resplandeciente. La versión aceptada es ‘Yerba que arde’, porque en Ka’arendy se preparaba el mboroviré, la Yerba chamuscada en la barbakua.
El nombre del Distrito de Juan León Mallorquín recuerda a un defensor de las fronteras en la cuestión del Chaco a través de oportunas publicaciones y conferencias. El doctor Juan León Mallorquín nació en el año 1882 en Encarnación y falleció en 1947, siendo presidente de la Corte Suprema de Justicia.

## Historia
Cuando corría el año 1956, luego de un reconocimiento aéreo en la ribera del Paraná, surgió el plan de fundar una ciudad fronteriza con Foz do Iguaçu, Brasil, hacia donde marchaba la ruta que se extendía desde Coronel Oviedo al este del país. El 3 de febrero de 1957, se fundó el Puerto Presidente Stroessner, hoy Ciudad del Este, y un año después se habilitó la colonia Juan León Mallorquín. Para entonces solo existía Puerto Presidente Franco, que era apenas un villorrio y Takurupukú, sede de La Industrial Paraguaya desde el año 1886, rodeado en un 90% por una inmensa selva virgen, en la región hasta entonces despoblada.
Este monte significaba el 21% del total de los que poseía el país y más del 50% de la región oriental.
El paraje ka’arendy, o colonia Juan León Mallorquín acogió, a las primeras familias, entre 1959 y 1962 a Don Juan de Días Bobadilla, Sixto Flecha, Natividad González, Cecilio Cabrera, Albino Fernández, Pedro Juan Santacruz, Eligio Benítez, Pedro Juan Caballero y Don Eloy Reyes. De igual manera el proceso poblacional continúo hasta 1965 en forma masiva, lo que nos indica que los primeros 6 a 7 años posteriores a la fundación, se constituyeron los años más importantes de la población.
La colonia Dr. Juan León Mallorquín fue fundada el 1 de noviembre de 1958 por una comitiva encabezada por el presidente del Instituto de Reforma Agraria (actualmente Indert). La fundaron funcionarios superiores del gobierno de entonces.
La transformación de Colonia en Distrito fue oficialmente el 28 de octubre de 1968, conforme con ley 20/68, en homenaje al Doctor Juan León Mallorquín, diputado colorado de Itapúa quien fue el responsable de expropiación de grandes dimensiones de tierras del Alto Paraná que estaba manos de tierras tenientes y luego formó parte del estado Paraguayo. Ese mismo criterio fue utilizado para que la ruta número seis (ruta sexta) lleve sus nombres.
En el lugar denominado Ka’arendy, en ese entonces, solo existía una carretera que unía a Ka’arendy con Potrero Jardín y sobre ella los primeros colonos construían sus casas o ranchos de Pindó y paja.
Los primeros moradores del lugar vieron la necesidad de abrir más calles y comenzaron por la ahora llamada Dr. Juan León Mallorquín. Como en esa época no existían todavía los tractores ni los camiones grandes, tuvieron que ingeniarse para abrir las calles, usando palas y machetes, azadas y otras herramientas propias de la agricultura.
La 1º Comisión creada, fue denominada Junta Parroquial de Juan León Mallorquín. El objetivo de esta Comisión fue el de canalizar todas las necesidades y asistencias a las primeras familias, así también, gestionar la calificación del Distrito.
El primer cementerio de Juan León Mallorquín funcionaba en el predio en donde actualmente se halla el Centro de Salud.
El primer local de proyección de películas fue el patio del ex local municipal, donde está actualmente el polideportivo municipal, luego pasó en su local propio, donde funcionaba el ballet municipal.

## Organización administrativa
La primera comisión creada, fue denominada junta parroquial de Juan León Mallorquín. El objetivo de esta Comisión fue el de canalizar todas las necesidades y asistencias a las primeras familias así también, gestionar la calificación del Distribución.
La división de los barrios se debe más bien a la Iglesia Católica por su histórico trabajo de evangelización en nuestra zona que es un ordenamiento territorial municipal. De ahí el nombre de los barrios lleva nombre de santos. Los primeros barrios fueron san Francisco, Inmaculada Concepción, San Blas y Santa Librada.
En la actualidad la zona urbana se comunica con la zona rural por medios de caminos terraplenados y en algunos tramos empedrados. Gran parte de las calles y avenidas se encuentran empedradas. Cuenta con hermosas plazas en cada barrio del centro urbano que sirven para el sano esparcimiento para los pobladores.
- Zona Urbana: B° San Antonio, B° San Francisco, B° Santa Rosa, B° Inmaculada Concepción de María y B° Santa Librada.

- Zona Rural: Compañía Santo Domingo, Compañía Venecia’í, Compañía Rojas Silva, Compañía Loma Clavel, Compañía Ka’arendy Guazú, Compañía Villa San Juan, Compañía Fátima, Compañía Loma Tajy, Compañía Potrero Jardín, Compañía Paz del Chaco, Compañía La Victoria y Compañía Jukerí.

## Geografía
El distrito está situado en Alto Paraná a 67,5 km de Ciudad del Este y a 265 km de Asunción. Limita al norte con una línea recta que al extenderse desde el río Monday al río Yguazú, lo separa del distrito de Yguazú. Al sur tiene como límite el río Monday, al este , la misma línea citas para el límite norte (Yguazú). Al oeste, la calle la Victoria que lo separa del distrito de Juan Emilio O’Leary.
El Río Monday es el Principal cauce hídrico del distrito de Juan León Mallorquín. Un importante sector del mismo es la frontera Sur.
El potencial turístico que posee es extraordinario, aunque no es todavía suficientemente aprovechado. La influencia del embalse del río Yguazú, con lugares apropiados para la pesca constituye uno de sus atractivos.
Los dos cauces de agua, Primavera y Ka’arendy, que anteriormente eran arroyos caudalosos, son apenas visibles en el centro urbano y corresponden a la Cuenca Yvu’í.

## Demografía
Juan León Mallorquín cuenta con 16 144 habitantes, según datos oficiales del censo paraguayo de 2022.

## Salud
Instituciones de Asistencia Primaria a la Salud:
- Centro de Salud MSPyBS
- Unidad de Salud Familiar Mallorquin I (zona urbana)
- Unidad de Salud Familiar Mallorquín II (zona urbana)
- Unidad de Salud Familiar Paz del Chaco (zona rural)
- Sanatorio San Francisco de Asís
- Clínica del Dr. Duarte
- Clínica del Dr. Santacruz
- Consultorio médico de la Dra. Doris Duarte
- Clínica odontológica
- Odontología Integral Familiar
- Donante de Sonrisas
- Odontología Evenecer
- Consultorio Nutricional NUtriSana

## Economía
Sus habitantes se dedican preferentemente a la agricultura y a la ganadería. La misma es a nivel de pequeños productores, que es la característica de la región. Son productores de maíz, soja, algodón, habilla, poroto, mandioca, tabaco, viveros de plantas y flores etc. También hay industrias en olerías, molinos de Yerba mate y molino harinero. Los Molinos Harineros es una empresa que se ha establecido en 1976 y fue al principio una fábrica de almidón y fariña; dos años más tarde fue convertido en molino harinero a partir del grano de trigo.

## Cultura
Para empezar a hablar de la cultura mallorquina, primero debemos hablar de la cultura paraguaya, de sus orígenes. Las manifestaciones culturales paraguayas en todas las artes están influenciadas por las culturas aborígenes. Los guaraníes fueron agricultores y artesanos. Recibieron la influencia de los misioneros que les enseñaron a trabajar la tierra, instruyeron a la población guaraní.
La cultura paraguaya es una fusión de dos culturas y tradiciones: una siendo europea, y la otra del guaraní del Sur. Juan León Mallorquín no es una excepción en cuanto a esta fusión de culturas. Una ciudad donde perdura el idioma guaraní junto con el español; a esta mezcla se le da el nombre de Jopara. La mayor parte de los habitantes conoce las dos lenguas: el guaraní que es utilizado como lengua doméstica y popular, el español como lengua comercial y en la educación, también un pequeño porcentaje hablan el portugués ya que en la zona habitan muchos brasileros.

### Música
La asociación de músicos mallorquinos fue fundado en el año 2001 y es reconocido por los Autores Paraguayos Asociados (APA) del Alto Paraná y Canindeyú.  Y los primeros fundadores fueron: Osvaldo Genes, Blanca Martínez de Genes, Ramón Concepción Genes, Catalina Olmedo de Acosta, Froilán Acosta, Gervasio González, Eliodoro Quiñonez, Francisca Quiñonez, Inocencio Riveros, Rafaela Riveros, Gustavo Gualdimir Sánchez y Oscar Miranda.
Los primeros músicos fueron: Conjunto de Fermín Carballo, Celestino Quiñonez, Valentín Quiñonez, Mario Fatecha, José Domingo Torres, y Loro Benítez y su grupo. Actualmente lo que están dentro de la Asociación son: Los canarios del Oriente-dúo Villalba Barrios, los Hijos del Arte – dúo Gómez Quiñonez, Grupo Sangre Guaraní – dúo Acosta Ovelar, dúo hermano Quiñonez, dúo Acosta Olmedo, dúo González Quintero, dúo Gómez González, los hermanos Cuencas, dúo Rivas González, y agrupación Génesis. También cuenta con otros grupos musicales como: los hermanos Florentín, Cecilio Zaragoza y su arpa, Los hermanos Viveros, Grupo Raíces, la Familia Santacruz, Rafael Hernán, Mike Love, entre otros artistas que cosechan éxitos a nivel nacional.

### Danza
El municipio cuenta con academias de danza como el Ballet Municipal donde se imparten clases de danza paraguaya y americana con la Prof. Raquel Rolon y desde el año 2016 con la academia de danza «Ajodes» (Privada), acreditada por Resolución Ministerial N° 057/2016 para la enseñanza de danza clásica y danza paraguaya cuya propietaria es la Lic. Juliana Dejesús González y la directora académica es la Prof. Diana Aurora Ortigoza.
Desde el año 2018 el municipio cuenta con el elenco folklórico «Ka'arendy Kyre'y» formado por jóvenes voluntarios de la comunidad, el cual es dirigido por los jóvenes bailarines Jazmín Bogado y Víctor Torales, este elenco busca fomentar la danza paraguaya tradicional y busca ser un miembro asociado a la CIOFF (Consejo Internacional de Organizaciones de Festivales y Artes Folklóricos es una organización internacional no gubernamental en Alianza Oficial con la UNESCO).

### Religión
La sociedad se caracteriza por su participación activa tanto de jóvenes, niños y adultos en las celebraciones litúrgicas de sábados, domingos y especialmente en las fiestas patronales (procesión de santo patrono), vía crucis, Semana Santa, aniversario de la ciudad, etc.
La Parroquia de la ciudad es Sagrado Corazón de Jesús, actualmente cuenta con aproximadamente 40 capillas. Así también cuenta con muchos grupos y movimientos católicos, los movimientos más antiguos son Sagrado Corazón de Jesús, Franciscano y Legión de María.
El campanario del Templo es considerado uno de los atractivos que posee la comunidad, por las características de las tres campanas traídas de Europa, por su tamaño y peso, por lo que es digno de conocer y destacar su valor patrimonial tan importante para la ciudad mallorquina por ser considerada unas de las más grandes campanas de América del Sur. Las tres campanas llegaron de la Diócesis de Nassau, Baviera – Alemania entre 1972/73 gracias a la aceptación del ofrecimiento hecho a las misiones del Verbo Divino.
Por el peso total de las tres campanas, seis mil kilos, se erigió una torre especial para que la pueda soportar, este trabajo estuvo a cargo del Hno. Mainrado Magg y Alfred Stumpfel, con la colaboración de los parroquianos, construyendo un armado de tirantes de 10 por 10 pulgadas concatenadas con bulones y revestidos de material cocido alcanzando una altura desde el piso hasta la cruz final, 28m de altura. Las campanas de acero de llevan grabadas la data de su fabricación: 1948, y los nombres de los Santos a quienes fueron consagradas. La más grande pesa 3200 kilos, mide 1,70m, de diámetro fue consagrada a San Sebastián, la mediana a San Juan Bautista y la más pequeña fue consagrada a María Inmaculada, todas juntas pesan 6.000 kilos.

### Educación
La primera escuela de Juan León Mallorquín funcionaba bajo la planta de un añejo Guajayvi, al costado de la actual Copaco S. A.. En 1968 se llevó a cabo la apertura del primer curso del entonces “Liceo Espíritu Santo”. En 1971 el Liceo contaba con 180 alumnos en la escuela primaria y 123 en la secundaria.
Con el transcurrir del tiempo fueron creadas las actuales escuelas: Escuela Mariscal Francisco Solano López, Escuela Santa Rosa, Escuela San Antonio entre otros. En total existen 28 Escuelas Escolar Básica y 8 Colegios.
Actualmente la enseñanza media se imparte en el Colegio Nacional Ka´arendy, Colegio Nacional San Francisco, Colegio San Lorenzo, Colegio John F. Kennedy, Colegio Priv. Subv. Espíritu Santo y Escuela y Colegio Mariscal Francisco Solano López.
El municipio también cuenta con un Centro Educativo de Educación Especial, que lleva el nombre de Jesús de Nazareth, una institución que surgió por amor a los niños con discapacidad, un proyecto comunitario exitoso dándose así su apertura en el año 2004.
Escuelas
- Escuela Gda. N° 1324 de la Victoria Norte
- Escuela Gda. N° 1467 de Potrero Jardín
- Escuela Gda. N° 3478 de Ka'arendy Guazú
- Liceo Nac. San Francisco de Asís
- Escuela Gda. N° 3478 San Isidro
- Escuela Gda. N° 1322 Potrero Jardín
- Escuela Gda. N° 718 Paz del Chaco Sur
- Liceo Nacional Delfín U. Centurión
- Liceo San Francisco de Asís
- Área Educativa N° 11

Universidades
El distrito de Juan León Mallorquín, cuenta con cuatro universidades tres de ellas privadas y una nacional, desde el año 2005 cuenta con una sede de la Facultad de Filosofía, en donde funcionan las carreras de Licenciatura en Ciencias de la Educación, Licenciatura en Historia, Licenciatura en Matemática y Licenciatura en Psicología. Desde el año 2010 también cuenta con una sede de la Facultad de Ciencias Económicas, de la misma universidad. Otras universidades son Universidad Internacional Tres Fronteras, Universidad Politécnica y Artística del Paraguay, Instituto Superior Profesional Avanzado.
El distrito de Juan León Mallorquín, desde el año 2005 cuenta con una sede de la Facultad de Filosofía de la Universidad Nacional del Este, en donde funcionan las carreras de Licenciatura en Ciencias de la Educación, Licenciatura en Historia, Licenciatura en Matemática y Licenciatura en Psicología. Desde el año 2010 también cuenta con una sede de la Facultad de Ciencias Económicas, de la misma universidad. (Asociación de Municipalidades del Alto Paraná) en donde se abrieron las carreras de Administración de Empresas y Ciencias Contables, también existen otras universidades como Universidad Politécnica y Artística del Paraguay (UPAP), Universidad Tres Fronteras (UNINTER), Instituto Superior Profesional Avanzado (ISPA). Por su parte, la Casa de la Cultura ofrece cursos variados de danza, inglés, y otras modalidades.

### Medios de comunicación
En 1997 se instala la primera radio emisora, la "Radio Comunitaria Ñemity", que cuenta con emisoras radiales, dos comerciales, una comunitaria, y uno religioso. La "Radio Comunitaria Renacer" emite programaciones de concienciación para la población general, especialmente es receptáculo de los pedidos de solidaridad de los sectores más vulnerables, impulsa, desarrolla la comunicación popular, incentiva y fomenta la cultura paraguaya, la música folclórica de los grupos locales y nacionales. La "Radio Espíritu Santo" es una emisora comercial instalada en la ciudad desde el 29 de junio de 2003, con variadas programaciones de entretenimiento. El Canal 7 TV Ka'arendy empezó a emitir sus señales desde el 26 de abril de 2009, el cual emite su señal las 24 horas, con una grilla de programación propia, dando énfasis a los temas locales como noticieros, espacio de interés comunal, folklore local, espacio deportivo y programación infantil.
Gastronomía
En el distrito de Juan León Mallorquín existen diversos tipos de comidas (tradicionales y rápidas) donde los pobladores y visitantes pueden deleitar de las exquisiteces gastronómicas servidas por sus pobladores. 
```
- Para las comidas tradicionales existen varios lugares específicos, como la parada de autobús y algunos bares de referencia de la zona, como ser Vega’s Bar y Bar Wilbert.
- Para las comidas rápidas y disfrute de los fines de semana existen varios tipos, como son:
```

Pizzería Doble A, Lunas Bar, Vega’s Bar, Bar Wilbert, entre otros

## Deportes
La primera escuela de fútbol de Juan León Mallorquín fue “Don Bosco”, luego se creó la Liga Ka´arendy de Fútbol el 2 de diciembre de 1979, que está compuesta por 8 clubes. El primer campeón de la liga oficial fue el club Dr. Juan León Mallorquín. La liga cuenta con una comisión de designación de árbitros y una respetada comisión de disciplina deportiva que si sabe hacer honor a su nombre para enaltecer los principios Fair Play.
Otros de los deportes practicados en la ciudad de Juan León Mallorquín son las artes marciales que inició en el año 1991 con la escuela Tien Shai Pai - kung Fu, las prácticas se realizaban en el Salón Parroquial, cabe recordar que en primer torneo participado se obtuvo dos medallas de plata en diferentes categorías Por los alumnos César López Monges y Aristides Amarilla Cáceres realizadas en Asunción el 12 y 13 de diciembre de 1992. Actualmente se encuentra a cargo de la Escuela de Arte Marciales “SIPALKI – DO”, Bajo la dirección del Prof. Oscar David Bobadilla Zapata, categoría: CINTURÓN NEGRO 4º DAN, Con 21 años de enseñanza. Dicha Institución es reconocida por la Asociación Paranaense de Sipalki-do como INSTITUTO ION BI MUSUL KWAN, mediante número de resolución 499, también está reconocido por la Federación Sudamericana de Sipalki-do "ION BI RYU" (Arte Marcial Coreana).
La escuela de Artes Marciales de Juan León Mallorquín empezó a surgir en el año 1999, teniendo prácticas en el Polideportivo del Colegio Espíritu Santo, posteriormente en el Salón Parroquial Sagrado Corazón de Jesús. Años más tarde, dejó de funcionar debido a problemas de salud que privó al instructor. En el año 2005 y 2006 las prácticas, volvió a funcionar en la ex terminal de ómnibus; en 2008 pasó a funcionar en Kolping, en el mismo año, la Municipalidad les cedió un lugar en el Polideportivo Municipal, donde funciona hasta la fecha.